# 9757 Felixdejager
9757 Felixdejager eller 1991 GA6 är en asteroid i huvudbältet som upptäcktes den 8 april 1991 av den belgiske astronomen Eric W. Elst vid La Silla-observatoriet. Den är uppkallad efter Felix de Jager, barnbarn till upptäckaren.
Asteroiden har en diameter på ungefär 7 kilometer och den tillhör asteroidgruppen Koronis.